# 1868 en Bretagne
 Chronologie de la Bretagne
- 1864
- 1865
- 1866
- 1867
- 1868
- 1869
- 1870
- 1871
- 1872

Cette page recense des événements qui se sont produits durant l'année 1868 en Bretagne.

## Société

### Naissance
- 5 août à Brest : Louis Bréhier, mort le 13 octobre 1951 à Reims, historien français.